# Weißer Turm (Wülfershausen an der Saale)

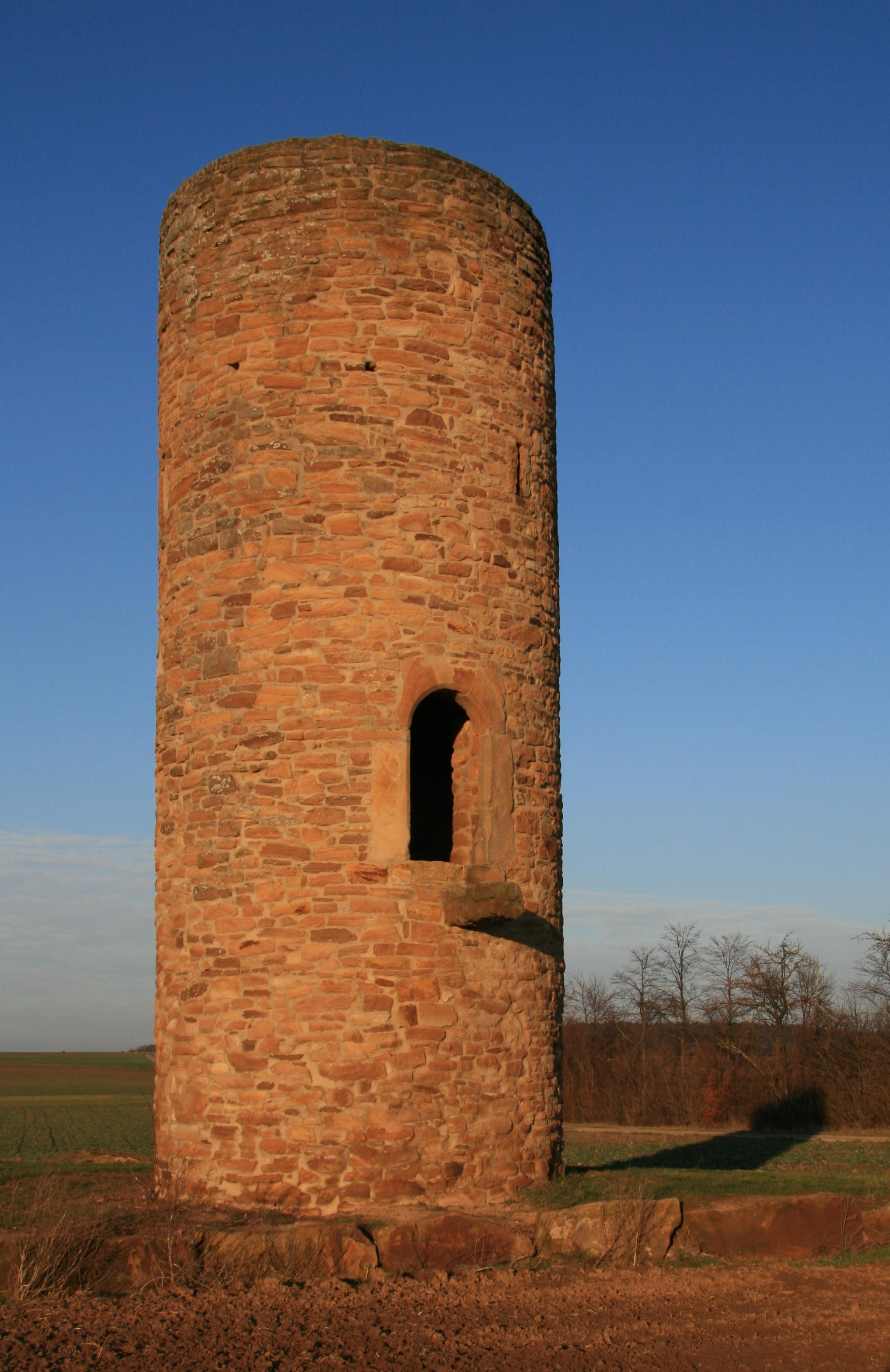
Der Weiße Turm bei Wülfershausen

Der Weiße Turm ist ein Wartturm nahe Wülfershausen an der Saale an der Flurgrenze zu Wargolshausen und Walterhausen. Unweit des Turms verlief die alte Landwehr, die im Zuge der Flurbereinigung 1959 weitgehend eingeebnet wurde.
Der Turm soll einst zu einer Kette von Warttürmen gehört haben, die die nördlichen Gebiete des Würzburger Hochstifts miteinander verbunden hat. Angeblich war es durch diese Kette möglich, drohende Gefahr durch Feuer- und Rauch- oder Hornsignale bis nach Würzburg zu übermitteln. In der Nähe des Turms muss auch ein uralter Handels- und Heerweg, der sogenannte Kärrnerweg, vorbeigeführt haben.
Laut dem General-Protocoll-Buch von 1745 wurde der Turm auf Befehl des ostfränkischen Königs Heinrich I. wegen der Hunnen anno 940 erbaut. Benefiziat Georg Schwinger erwähnt in seiner 1898 verfassten  Dorfchronik einen Dr. Stein, nach dessen Meinung der Turm bereits zur Zeit Karls des Großen (771–814) gegen die Sachseneinfälle errichtet wurde.
Dies alles dürfte sich aber eher auf einen hölzernen Vorgängerbau, bzw. auf Vorgängerbauten,  bezogen haben.
Wann der heutige Turm genau errichtet wurde, ist nicht bekannt. Wahrscheinlich stammt er aber aus dem späten Mittelalter, dem 15. oder 16. Jahrhundert. Erwähnt ist er erstmals  1617 in einer Urkunde und einer Gemeinderechnung. Damals erhielt er seinen weißen Anstrich, der ihm seinen heutigen Namen gab und, zusammen mit der mittlerweile abgerissenen alten Pfarrkirche, eine Bedachung.
Der ursprünglich wahrscheinlich vierstöckige Turm ist aus Stein gebaut und besitzt im ersten Stock die ursprüngliche Türöffnung mit einem Kragstein. Eine neue Tür am Fuße des Turmes kam in jüngerer Zeit hinzu. Wie die anderen Türme in der Umgebung diente er Verteidigungszwecken. Die Wächter hatten die Aufgabe, die Einheimischen rechtzeitig vor herannahenden Feinden und, insbesondere während der Feldarbeit, dem Ausbruch von Schadfeuern im Ort zu warnen. Dazu hatten sie, nach der fürstbischöflichen „Instruktion für Jahrhüter“, darauf zu achten, dass keinesfalls Vieh außerhalb der vorgesehenen Wege durch die Landwehr getrieben wurde, da dies ihre Sperrfunktion beeinträchtigt hätte.
Ein Restaurant im Neubaugebiet Wülferhausens ist nach dem Turm benannt.